# Fatih Akyel
Fatih Akyel (Istanbul, 26 dicembre 1977) è un allenatore di calcio ed ex calciatore turco, di ruolo difensore, tecnico del Lüleburgazspor.
Vinse una Coppa UEFA (1999-2000) e una Supercoppa UEFA (2000) con la maglia del Galatasaray.

## Palmarès

### Giocatore

#### Competizioni nazionali
- Campionato turco: 5

Galatasaray: 1997-1998, 1998-1999, 1999-2000
Fenerbahçe: 2003-2004, 2004-2005
- Coppa di Turchia: 2

Galatasaray: 1998-1999, 1999-2000
- Supercoppa di Turchia: 1

Galatasaray: 1997

#### Competizioni internazionali
- Coppa UEFA: 1

Galatasaray: 1999-2000
- Supercoppa UEFA: 1

Galatasaray: 2000
- Uhrencup: 1

Trazbonspor: 2005